# Theater Utrecht
Theatergezelschap Theater Utrecht is het stadsgezelschap Utrecht. Het is een van de acht grote Nederlandse theatergezelschappen. Het is in 2009 opgericht onder de naam De Utrechtse Spelen, als voortzetting van theatergezelschap De Paardenkathedraal. Artistiek leider en huisregisseur van het gezelschap was tot april 2013 Jos Thie, die eerder onder meer leiding gaf aan Oerol en het Friestalige gezelschap Tryater. In september 2013 is hij opgevolgd door Thibaud Delpeut, die samen met zakelijk directeur Jacques van Veen het gezelschap leidt.
In januari 2015 werd de naam van het gezelschap Theater Utrecht en veranderde de huisstijl. Dit alles als uiting van de nieuwe koers die Delpeut en van Veen het jaar daarvoor hadden ingezet.

## Voorstellingen De Utrechtse Spelen o.l.v. Jos Thie
- 2009: The Beauty Queen of Leenane (Martin McDonagh)
- 2009: De ingebeelde zieke (Molière)
- 2009: Ik, Calvijn (Sophie Kassies)
- 2010: Hamlet (William Shakespeare)
- 2011: Augustus, Oklahoma (Tracy Letts)
- 2011: Viva la naturisteraçion! (in samenwerking met De Warme Winkel; acteurs: Anne Fé de Boer, Guus Boswijk, Mark Kraan, Jeroen de Man, Joris Smit)
- 2011: De ingebeelde zieke (Molière)
- 2011: Orfeo ed Euridice (opera van Christoph Willibald Gluck)
- 2012: Rain Man (op basis van de gelijknamige film)
- 2012: Veel gedoe om niks (muziektheater, samen met New Cool Collective, naar Much Ado About Nothing van William Shakespeare)
- 2013: Mogadishu (Vivienne Franzmann)
- 2013: Scars - voorstelling in de klas (Vivienne Franzmann)

## Voorstellingen Theater Utrecht o.l.v. Thibaud Delpeut
- 2014: Crave regie Thibaud Delpeut (Sarah Kane)
- 2014: Phaedra – regie Thibaud Delpeut (Hugo Claus)
- 2014: Blasted – regie Thibaud Delpeut (Sarah Kane)
- 2014: Caligula – regie Thibaud Delpeut (Albert Camus)
- 2015: Ibuka – voorstelling in de klas – regie Eva Tijken (Ad de Bont)
- 2015: Een soort Hades – regie Thibaud Delpeut (Lars Norén)
- 2016: De teloorgang van een ongekroonde idealist - regie Daan van Bendegem (William Shakespeare)
- 2016: Stad der Blinden – regie Thibaud Delpeut (José Saramago, Harrie Lemmens, Stijn Devillé)
- 2016: Westkaai – regie Thibaud Delpeut (Bernard-Marie Koltès)
- 2016: La Musica 2 – regie Thibaud Delpeut (Marguerite Duras)
- 2017: Hedda Gabler – regie Thibaud Delpeut (Henrik Ibsen)
- 2017: The Family – regie Casper Vandeputte (Lodewijk de Boer)
- 2017: Goat Song – regie Espen Hjort
- 2017: Als je in Brabant een begrafenis plant tijdens carnaval komt er niemand - regie Eva Tijken (Daan van Bendegem)
- 2017: Re-enactment of the now – regie Davy Pieters
- 2017: Casino Nonstop – regie Espen Hjort (Simon Weeda)
- 2017: Outsiders – voorstelling in de klas – regie Eva Tijken (Simon Weeda)
- 2018: Platonov – regie Thibaud Delpeut (Anton Tsjechov)
- 2018: PERMANENT DESTRUCTION: The SK Concert - regie Naomi Velissariou (naar Sarah Kane)
- 2018: WijkSafari AZC (Adelheid&Zina) – regie Adelheid Roossen
- 2018: My Heart Into My Mouth – regie Espen Hjort
- 2018: Thuislozen (ism Adelheid&Zina) – regie Thibaud Delpeut (Lars Norén)
- 2019: The Bright Side of Life (ism New Dutch Connections) – regie Ko van den Bosch (Bright O. Richards)
- 2019: Caligula (herneming) – regie Thibaud Delpeut (Albert Camus)
- 2019: What we leave behind – regie Davy Pieters
- 2019: Dodenjaarsavond – in het kader van Theater Na de Dam 2019 – i.s.m. DOX
- 2019: PERMANENT DESTRUCTION: The HM Concert – regie Naomi Velissariou (naar Heiner Müller)
- 2019: Immens – regie Casper Vandeputte (naar Friedrich Nietzsche)
- 2020: Zwarte Lente – regie Espen Hjort (Espen Hjort)